# Actas
Actas Inc. (株式会社アクタス Kabushiki-gaisha Akutasu?) un estudio de animación japonés fundado en 1998. Actualmente es una filial de Bandai Visual, que a su vez es una filial de animación de Bandai Namco Holdings.

## Historia
Actas fue fundado el 6 de julio de 1998 por Hiroshi Katō y Jūtarō Ōba, quienes anteriormente trabajaban para Tatsunoko Production y Ashi Productions. 
En 2000, éX-Driver de Kōsuke Fujishima se convirtió en la primera producción original de anime del estudio con la miniserie de OVAs éX-Driver.
La primera serie de televisión fue Pachislo Kizoku Gin en 2001, donde Actas apareció como productor y no como un estudio de animación, así que la primera serie de televisión, donde el estudio era responsable de las animaciones, apareció con Transformers: Armada en 2002. 
En 2009, la oficina editorial de la compañía se independizó. Además, debido a la muerte repentina de Kato, Shunpei Maruyama se convirtió en el segundo presidente. El estudio también tenía un estudio de animación secundario Karaku, pero Actas lo fusionó con la compañía principal el 28 de julio de 2017.
El 1 de septiembre de 2017, Bandai Visual adquirió todas las acciones en circulación de la compañía, y la convirtió en una subsidiaria de propiedad absoluta.

### Problemas de producción
Actas a menudo ha tenido diversos problemas en algunas producciones subcontratadas u originales, algunos casos fueron
- En 2002-2003, "Shin Megami Tensei Devil Children " tuvo que cambiar de estudio de producción desde el capítulo 27 a otra compañía (Studio Comet) debido a la conveniencia de producción y la intención del patrocinador.
- En la historia final de 'Ginban Kaleidoscope' en 2005, se les negó firmar la supervisión y Shinji Takamatsu, "Alan Smithee" (el nombre usado cuando se rechazó a firmar un director en Hollywood) debido a que no apareció en los créditos como el autor original, problemas similares ocurrieron también con Rei Kaibara.
- En "Moetan" en 2007, el episodio 6 es la única grabación de volumen 4 del DVD que no será televisado por diversos motivos, se transmitió el primer episodio de 5.5 como una alternativa.
- En "Girls und Panzer der Film" de 2015, aunque las salas de cine tenían programado estrenar la película a principios de 2014, pero luego se anunciaría el aplazamiento para el verano de 2015, se aplazó la presentación y se estrenó el 21 de noviembre del mismo año.[6]
- En 2016 con "Regalia The Three Sacred Stars" se tuvo que detener la emisión del anime desde el cuarto episodio, ya que había errores y diferencias con la calidad que se hacer pretendía originalmente, teniendo que ser retransmitido de nuevo desde el primer episodio con cambios en el sistema de producción y el calendario.[7][8] En el mismo año "Long Riders!" tuvo problemas en el horario y producción, se retrasa la emisión y distribución de los episodios 3 y 5, y se retransmite el primer episodio y la edición especial como alternativa.[9] Debido a esto los episodios undécimo y duodécimo no pudieron ser emitidos dentro de 2016, y emitió con una fecha diferente a partir de febrero de 2017.[10]

### Historia del logo de Actas

Logotipo original.
Nuevo logo desde 2019.
Nuevo logo desde 2019 (Sin nombre de la empresa).

## Producciones

### Series de televisión
| Año  | Título                                           | Director(es)                  | Fecha de primera transmisión | Fecha de última transmisión | Eps. | Notas | Refs.                |
| ---- | ------------------------------------------------ | ----------------------------- | ---------------------------- | --------------------------- | ---- | --- | -------------------- |
| 1999 | Gozonji! Gekkō Kamen-kun                         | Yoshio Takeuchi               | 3 de octubre de 1999         | 26 de marzo de 2000         | 25   | Basada en superhéroe de ficción de series japonesas. Coproducción junto a TMS Entertainment.                         |                      |
| 2002 | Shin Megami Tensei: Devil Children: Light & Dark | Shin Misawa Tetsuya Kobayashi | 5 de octubre de 2002         | 27 de septiembre de 2003    | 52   | Secuela de Shin Megami Tensei: Devil Children.                                                                       |                      |
| 2003 | Chō Robot Semetai Transformers: Micron Densetsu  | Hidehito Ueda                 | 10 de enero de 2003          | 26 de diciembre de 2003     | 52   | Historia original.                                                                                                   |                      |
| 2003 | Bōken Yūki Pluster World                         | Yūji Himaki                   | 3 de abril de 2003           | 25 de marzo de 2004         | 52   | Historia original. Coproducción junto a Brain's Base.                                                                |                      |
| 2003 | Mermaid Melody: Pichi Pichi Pitch                | Yoshitaka Fujimoto            | 5 de abril de 2003           | 27 de marzo de 2004         | 52   | Adaptación del manga escrito por Michiko Yokote e ilustrado por Pink Hanamori. Coproducción junto a SynergySP.       |                      |
| 2004 | Transformers Superlink                           | Jun Kawagoe Yutaka Satō       | 9 de enero de 2004           | 24 de diciembre de 2004     | 51   | Secuela de Chō Robot Semetai Transformers: Micron Densetsu.                                                          |                      |
| 2004 | Mermaid Melody Pichi Pichi Pitch Pure            | Yoshitaka Fujimoto            | 3 de abril de 2004           | 25 de diciembre de 2004     | 39   | Secuela de Mermaid Melody Pichi Pichi Pitch. Coproducción junto a SynergySP.                                         |                      |
| 2006 | Tactical Roar                                    | Yoshitaka Fujimoto            | 8 de enero de 2006           | 2 de abril de 2006          | 13   | Historia original.                                                                                                   |                      |
| 2007 | Kōtetsushin Jeeg                                 | Jun Kawagoe                   | 5 de abril de 2007           | 12 de julio de 2007         | 13   | Secuela de Kōtetsu Jeeg.                                                                                             |                      |
| 2007 | Moetan                                           | Keiichiro Kawaguchi           | 9 de julio de 2007           | 24 de septiembre de 2007    | 12   | Historia original.                                                                                                   |                      |
| 2012 | Girls und Panzer                                 | Tsutomu Mizushima             | 9 de octubre de 2012         | 25 de marzo de 2013         | 12   | Historia original.                                                                                                   | [ 11 ]               |
| 2013 | Da Capo III                                      | Ken'ichi Ishikura             | 5 de enero de 2013           | 30 de marzo de 2013         | 13   | Secuela de Da Capo II Second Season. Acreditado como Kazami Gakuen Kōshiki Dōga-bu.                                  |                      |
| 2016 | Regalia: The Three Sacred Stars                  | Susumu Tosaka                 | 7 de julio de 2016           | 24 de noviembre de 2016     | 13   | Historia original.                                                                                                   |                      |
| 2016 | Long Riders!                                     | Tatsuya Yoshihara             | 8 de octubre de 2016         | 5 de febrero de 2017        | 12   | Adaptación del manga escrito por Longriders e ilustrado por Taishi Miyaki.                                           | [ 12 ]               |
| 2017 | Princess Principal                               | Masaki Tachibana              | 9 de julio de 2017           | 24 de septiembre de 2017    | 12   | Historia original. Coproducción junto a 3Hz.                                                                         | [ 13 ]               |
| 2023 | Eiyū Kyōshitsu                                   | Keiichiro Kawaguchi           | 9 de julio de 2023           | 24 de septiembre de 2023    | 12   | Adaptación de las novelas ligeras escritas por Shin Araki e ilustradas por Haruyuki Morisawa.                        | [ 14 ] [ 15 ] [ 16 ] |
| 2024 | Tsue to Tsurugi no Wistoria                      | Tatsuya Yoshihara             | 7 de julio de 2024           | 29 de septiembre de 2024    | 12   | Adaptación del manga escrito por Fujino Ōmori e ilustrado por Toshi Aoi. Coproducción junto a Bandai Namco Pictures. | [ 17 ] [ 18 ]        |

### OVAs
| Año  | Título                                            | Director(es)        | Fecha de primera transmisión | Fecha de última transmisión | Eps. | Notas                                                                                           | Refs.  |
| ---- | ------------------------------------------------- | ------------------- | ---------------------------- | --------------------------- | ---- | ----------------------------------------------------------------------------------------------- | ------ |
| 2000 | éX-Driver                                         | Jun Kawagoe         | 25 de julio de 2000          | 25 de septiembre de 2001    | 6    | Secuela de éX-Driver: Nina & Rei Danger Zone.                                                   | [ 19 ] |
| 2002 | éX-Driver: Nina & Rei Danger Zone                 | Shin'ichi Watanabe  | 20 de abril de 2002          | 20 de abril de 2002         | 1    | Historia original.                                                                              |        |
| 2003 | Ai Shimai 2: Futari no Kajitsu                    | Hideo Ura           | 28 de febrero de 2003        | 23 de mayo de 2003          | 2    | Secuela de Ai Shimai: Futari no Kajitsu.                                                        |        |
| 2004 | Tales of Phantasia: The Animation                 | Takuo Tominaga      | 25 de noviembre de 2004      | 24 de febrero de 2006       | 4    | Adaptación del videojuego desarrollado por Namco.                                               |        |
| 2008 | The iDOLM@STER Live For You!                      | Keiichiro Kawaguchi | 28 de febrero de 2008        | 28 de febrero de 2008       | 1    | Adaptación del videojuego desarrollado por Namco.                                               |        |
| 2008 | Switch                                            | Desconocido         | 24 de octubre de 2008        | 25 de febrero de 2009       | 2    | Adaptación del manga escrito e ilustrado por Atsushi Namikiri.                                  |        |
| 2010 | Mayo Elle Otokonoko                               | Keiichiro Kawaguchi | 26 de noviembre de 2010      | 26 de noviembre de 2010     | 1    | Adaptación del manga escrito e ilustrado por POP.                                               |        |
| 2010 | Mazinkaiser SKL                                   | Jun Kawagoe         | 27 de noviembre de 2010      | 7 de abril de 2011          | 3    | Spin-off de Mazinkaiser.                                                                        |        |
| 2014 | Girls un Panzer: Kore ga Hontō no Anzio-sen desu! | Tsutomu Mizushima   | 25 de julio de 2014          | 25 de julio de 2014         | 1    | Historia original.                                                                              |        |
| 2015 | Cyborg 009 VS Devilman                            | Jun Kawagoe         | 11 de noviembre de 2015      | 11 de noviembre de 2015     | 3    | Adaptación del manga escrito e ilustrado por Akihito Yoshitomi. Coproducción junto a Bee Media. | [ 20 ] |
| 2024 | Eiyu Kyoushitsu OVA                               |                     | 26 de enero de 2024          | 27 de marzo de 2024         | 3    | Episodios OVA incluidos con cada volumen Blu-ray del anime Eiyuu Kyoushitsu                     |        |
| 2024 | Girls und Panzer: Taicho War! OVA                 |                     | 27 de marzo                  | 27 de marzo                 | 1    |                                                                                                 |        |

### ONAs
| Año  | Título                                                             | Director(es)        | Fecha de primera transmisión | Fecha de última transmisión | Eps. | Notas | Refs.  |
| ---- | ------------------------------------------------------------------ | ------------------- | ---------------------------- | --------------------------- | ---- | --- | ------ |
| 2001 | Ajimu: Kaigan Monogatari                                           | Yūsaku Jinbo        | 15 de junio de 2001          | 24 de febrero de 2002       | 4    | Historia original.                                                                                       |        |
| 2009 | Yutori-chan                                                        | Keiichiro Kawaguchi | 29 de diciembre de 2009      | 9 de abril de 2010          | 25   | Historia original.                                                                                       | [ 21 ] |
| 2017 | Princess Principal: Ange Report                                    | Masaki Tachibana    | 16 de septiembre de 2017     | 16 de septiembre de 2017    | 1    | Resumen cronológico del episodio 1 al 8 del anime Princess Principal. Coproducción junto al estudio 3Hz. |        |
| 2017 | Girls und Panzer: Dai 63-kai Senshadō Zenkoku Kōkōsei Taikai Recap | Tsutomu Mizushima   | 11 de noviembre de 2017      | 11 de noviembre de 2017     | 1    | Una recopilación de Girls un Panzer! y Girls un Panzer: Kore ga Hontō no Anzio-sen desu!.                |        |

### Películas
| Año  | Título                                    | Director(es)        | Fecha de lanzamiento     | Duración | Notas                                                 | Refs.  |
| ---- | ----------------------------------------- | ------------------- | ------------------------ | -------- | ----------------------------------------------------- | ------ |
| 2002 | éX-Driver the Movie                       | Akira Nishimori     | 20 de abril de 2002      | 62m      | Secuela de éX-Driver.                                 |        |
| 2010 | Kowarekake no Orgel                       | Keiichiro Kawaguchi | 11 de septiembre de 2010 | 30m      | Historia original                                     |        |
| 2015 | Girls un Panzer Movie                     | Tsutomu Mizushima   | 21 de noviembre de 2015  | 120m     | Secuela de Girls un Panzer.                           |        |
| 2017 | Girls un Panzer: das Finale Parte 1       | Tsutomu Mizushima   | 9 de diciembre de 2017   | 48m      | Secuela de Girls un Panzer Movie Specials.            |        |
| 2019 | Girls un Panzer: das Finale Parte 2       | Tsutomu Mizushima   | 15 de junio de 2019      | 54m      | Secuela de Girls un Panzer: das Finale Parte 1.       |        |
| 2021 | Princess Principal: Crown Handler Movie 1 | Masaki Tachibana    | 11 de febrero de 2021    | 53m      | Secuela de Princess Principal.                        |        |
| 2021 | Girls un Panzer: das Finale Parte 3       | Tsutomu Mizushima   | 26 de marzo de 2021      | 48m      | Secuela de Girls un Panzer: Saishuushou Parte 2.      |        |
| 2021 | Princess Principal: Crown Handler Movie 2 | Masaki Tachibana    | 23 de septiembre de 2021 | 55m      | Secuela de Princess Principal: Crown Handler Movie 1. |        |
| 2023 | Princess Principal: Crown Handler Movie 3 | Masaki Tachibana    | 7 de abril de 2023       | 60m      | Secuela de Princess Principal: Crown Handler Movie 2. |        |
| 2023 | Girls un Panzer: das Finale Parte 4       | Tsutomu Mizushima   | 6 de octubre de 2023     | 56m      | Secuela de Girls un Panzer: Saishuushou Parte 3.      | [ 22 ] |